# Mezquita de Finsbury Park
La mezquita de Finsbury Park es una mezquita situada en Finsbury Park, en el municipio de Islington, en el norte de Londres, Inglaterra. La mezquita de Finsbury Park está registrada como una organización de caridad en el Reino Unido, sirviendo a la comunidad local en Islington y los alrededores del municipio del norte de Londres.
La mezquita ganó notoriedad cuando Abu Hamza al-Masri, un predicador radical, se convirtió en su imán en 1997. En 2003, la mezquita fue cerrada por sus custodios tras una incursión antiterrorista de la policía, y reabrió en 2005 bajo nuevo liderazgo. Desde entonces, la mezquita ha condenado su pasado extremista, comprometido con la comunidad local y abierto el diálogo con otras religiones. La transformación de la mezquita ha sido ampliamente elogiada. El 19 de junio de 2017, un atentado ocurrió cerca de la mezquita.